# Жолобово (Костромская область)
Жолобово — деревня в Судиславском сельском поселении Судиславского района Костромской области России. 

## История
Согласно Спискам населенных мест Российской империи в 1872 году деревня относилась к 1 стану Костромского уезда Костромской губернии. В ней числилось 6 дворов, проживало 17 мужчин и 20 женщин.
Согласно переписи населения 1897 года в деревне проживало 72 человека (31 мужчина и 41 женщина).
Согласно Списку населенных мест Костромской губернии в 1907 году деревня Желобово относилась к Богословской волости Костромского уезда Костромской губернии. По сведениям волостного правления за 1907 год в ней числилось 14 крестьянских дворов и 74 жителя. Основным занятием жителей была работа печниками.

## Население
| 2008 | 2010 | 2014 |
| ---- | ---- | ---- |
| 3    | →3   | →3   |